# Henri Gouzien
Henri Gouzien (né le 6 juillet 1889 à Keryado et mort le 8 février 1954 à Lorient,) est un sculpteur français. La plupart de ses œuvres connues impliquent des travaux sculpturaux pour des monuments aux morts du département du Morbihan ou de ses environs, et nombre de ses compositions incluent une femme en deuil en costume breton .

## Œuvres
Cette liste n'est pas exhaustive.
- Monument à Louis Nail : haute colonne ornée à l'entrée du port de pêche de Keroman. Le médaillon en bronze représente Louis Nail, homme politique local qui a soutenu Keroman pour qu'il devienne un port de pêche.

### Monuments aux morts
- Monument aux morts d'Arzano : statue d'un poilu en uniforme lançant une grenade.
- Monument aux morts de Baud : taillé dans du granit et de la kersantite, représente un couple, grandeur réelle, en deuil. Ils portent la tenue régionale et le casque militaire du fils qu'ils ont perdu repose à leurs pieds. C'est une composition des plus poignantes. Sur le piédestal se trouvent quatre bas-reliefs de Gouzien, ceux-ci montrant différentes étapes de la vie d'un soldat. Dans le premier, ce sont les adieux. Dans le deuxième, il est représenté partant pour le front en train. Le troisième montre le combat dans les tranchées et le quatrième représente des tombes de soldats[4].
- Monument aux morts de Bignan : 159 hommes de cette petite ville de Bretagne ont donné leur vie pendant la Première Guerre mondiale ainsi que de nombreux disparus pendant l'occupation allemande de la Seconde Guerre mondiale et quelques victimes de la guerre d'Algérie. L'ancien monument aux morts qui avait été inauguré le 4 novembre 1923, dut être remplacé lors d'une importante reconstruction du centre-ville. Gouzien avait réalisé les travaux sculpturaux de l'ancien mémorial.
- Monument aux morts de Buléon.
- Monument aux morts de Guéhenno : statue d'un poilu en uniforme.
- Monument aux morts de Languidic : obélisque avec les inscriptions : « REQUIEXANT EN RYTHME » et « Aux enfants de Languiduic morts pour la patrie ». Ces inscriptions sont écrites en breton et en français, et devant l'obélisque se trouve une sculpture d'une femme en prière en robe bretonne.
- Monument aux morts des Fougerêts.
- Monument aux morts de Monterblanc : statue d'un poilu en uniforme.
- Monument aux morts de Pluméliau : porte les inscriptions : « PLUMELIAU A SES ENFANTS MORTS POUR LA FRANCE 1914-1918 1939-1945 ARTOIS CHAMPAGNE DIXMUDE-VERDUN-LA MARNE » et « CE MONUMENT A ETE ERIGE LE 8 MARS 1924 Mr GILLET ETANT MAIRE Mr SAUVAGE RECTEUR AVEC LE CONCOURS DE Mr BELLEC ANCIEN MAIRE Mr LE MAGUET ADJOINT ».
- Monument aux morts de Radenac : statue d'un poilu en uniforme.
- Monument aux morts de Rochefort-en-Terre : Le premier geste en mémoire des hommes nés à Rochefort-en-Terre morts pendant la guerre de 1914-1918 fut l'érection, en novembre 1919, d'une plaque face à l'église répertoriant les noms des morts. L'artiste Alfred Klots[Note 1] réalise alors un triptyque peint à l'huile et représentant des scènes de la vie d'un soldat. Puis un monument aux morts est inauguré et Gouzien réalise une statue d'un poilu en uniforme.
- Monument aux morts de Saint-Nolff : statue d'un poilu en uniforme.